# Óscar Freire
Óscar Freire Gomez (ur. 15 lutego 1976 w Torrelavega) – hiszpański kolarz szosowy, czterokrotny medalista mistrzostw świata.

## Kariera
Óscar Freire na zawodowstwo przeszedł w 1998 roku. Jeździł w grupach Vitalicio Seguros (1998-1999), Mapei (2000-2002), Rabobank (2003-2011), a karierę zakończył w 2012 roku w Katusha Team. Pierwszy sukces osiągnął w 1997 roku, kiedy zdobył srebrny medal w wyścigu ze startu wspólnego mężczyzn do lat 23 podczas mistrzostw świata w San Sebastián. Na rozgrywanych dwa lata później mistrzostwach świata w Weronie był już najlepszy w kategorii elite. Wynik ten powtórzył na mistrzostwach świata w Lizbonie w 2001 roku i mistrzostwach świata w Weronie w 2004 roku. W tej samej konkurencji zajął także trzecie miejsce na mistrzostwach świata w Plouay w 2000 roku. W zawodach tych wyprzedzili go jedynie Łotysz Romāns Vainšteins oraz Polak Zbigniew Spruch. W tym samym roku był też szesnasty w wyścigu ze startu wspólnego podczas igrzysk olimpijskich w Sydney. Startował także na igrzyskach w Atenach (2004) i igrzyskach w Pekinie (2008), ale w obu przypadkach nie kończył rywalizacji. W sezonie 2004 zajął trzecie miejsce w klasyfikacji generalnej Pucharu Świata. Wygrywał ponadto etapy największych wyścigów - Tour de France, Vuelta a España, Tirreno-Adriático. W 2004 wygrał wyścig klasyczny Mediolan-San Remo (w ramach Pucharu Świata). Powtórzył ten wyczyn w latach 2007 i 2010. W 2012 roku zakończył karierę.

## Ważniejsze sukcesy
1998
Vuelta a Castilla y León – 1 etap
1999
Mistrzostwo świata
2000
Vuelta a España – 2 etapy
Tirreno-Adriático – 2 etapy
Vuelta a Aragón – 2 etapy, klasyfikacja punktowa
2001
Mistrzostwo świata
Deutschland Tour – 1 etap
2002
Tour de France, 1 etap
2003
Tirreno-Adriático – 1 etap
Dookoła Katalonii – 1 etap
2004
Mistrzostwo świata
Vuelta a España – 1 etap
Tirreno-Adriático – 1 etap
Mediolan-San Remo
2005
Tirreno-Adriático – klasyfikacja generalna, 3 etapy, klasyfikacja punktowa
Brabantse Pijl
2006
Tour de France – 2 etapy
Tour de Suisse – 1 etap
Dookoła Kraju Basków – 1 etap
Tirreno-Adriático – 1 etap
Vattenfall Cyclassics
Brabantse Pijl
2007
Mediolan-San Remo
Brabantse Pijl
Vuelta a España – 3 etapy, w koszulce lidera przez 2 dni
2008
Tirreno-Adriático – 2 etapy
Tour de France – 1 etap, koszulka klasyfikacji punktowej
Vuelta a España – 1 etap
2009
Tour de Romandie – 2 etapy
2010
Mediolan-San Remo
Vuelta a Andalucía – 2 etapy
Dookoła Kraju Basków – 2 etapy
Vuelta a Mallorca – 1 etap
Paryż-Tours
2012
Tour Down Under – 1 etap
Vuelta a Andalucía – wygrany 3 etap